# 分娩疼痛

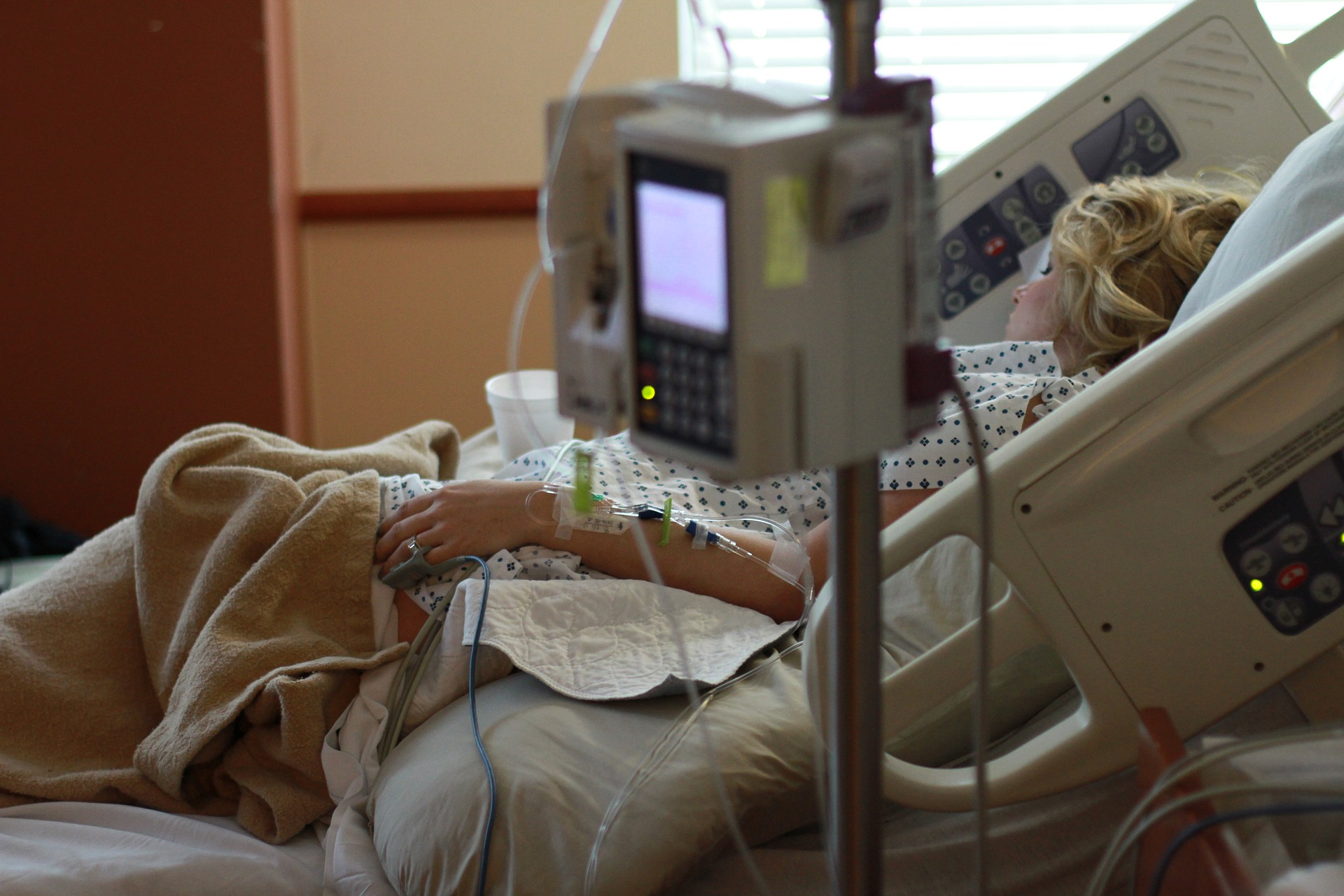
这张照片描绘的是一位产妇在医院里似乎正在经历阵痛

分娩疼痛也稱為陣痛，是指婦女在分娩时可能遇到的疼痛。妇女在分娩时感受到的疼痛大小取决于婴儿的大小和位置、骨盆的大小、個人情绪以及子宮收縮的程度。孕婦如果紧张会加劇分娩时的疼痛。几乎所有的妇女都會考慮她们将如何应对分娩時的疼痛。